# Бредихин, Николай Фёдорович
Николай Фёдорович Бредихин (1919—1991) — полковник Советской Армии, участник Великой Отечественной войны, Герой Советского Союза (1944).

## Биография
Николай Бредихин родился 29 сентября 1919 года в деревне Бредихино (ныне — в Краснинском районе Липецкой области) в крестьянской семье. Окончил школу-семилетку, работал мотористом в каменном карьере. Окончил первый курс Новочеркасского мукомольно-элеваторного техникума, затем перешёл на рабфак в Ельце, который окончил в 1939 году. В декабре 1939 года был призван на службу в Рабоче-крестьянскую Красную Армию. В июне 1941 года окончил Киевское танковое техническое училище, был выпущен в звании воентехника 2-го ранга. С июля 1941 года — на фронтах Великой Отечественной войны. К августу 1941 года лейтенант Бредихин командовал танковым взводом 208-го танкового полка 104-й танковой бригады Центрального (впоследствии — Брянского и Западного фронтов). Участвовал в битве за Москву. Весной 1942 года воевал на Калининском фронте, участвовал в боях за Ржев, был ранен, горел в танке. Принимал участие в Сталинградской битве, рейде на Батайск, в ходе которого были уничтожены аэродром с 20 самолётами, колонна техники, несколько эшелонов. В 1943 году вступил в ВКП(б). К сентябрю 1943 года майор Николай Бредихин был начальником штаба 60-го танкового полка 15-й гвардейской кавалерийской дивизии 7-го гвардейского кавалерийского корпуса 61-й армии Центрального фронта.
21 сентября 1943 года Бредихин во главе группы из девяти танков переправился через приток Десны реку Снов, обходными путями через болота и овраги вышел в тыл противника и атаковал деревню Смяч Щорского района Черниговской области Украинской ССР. Первым в деревню прорвался танк Якова Сульдина. В ходе боя Бредихин вместе с экипажем три раза покидал загоревшиеся танки и, переходя на другие танки, продолжал руководить группой. В бою Бредихин дважды был ранен, но поля сражения не покинул и продолжал руководить действиями группы.
Указом Президиума Верховного Совета СССР «О присвоении звания Героя Советского Союза генералам, офицерскому, сержантскому и рядовому составу Красной Армии» от 15 января 1944 года за «образцовое выполнение боевых заданий командования на фронте борьбы с немецкими захватчиками и проявленными при этом отвагу и геройство» майор Николай Бредихин был удостоен высокого звания Героя Советского Союза с вручением ордена Ленина и медали «Золотая Звезда» за номером 3198.
Вскоре после этого Бредихин был направлен на шестимесячные курсы усовершенствования комсостава. С августа 1944 года — снова на фронте. С января 1945 года и до конца войны полковник Бредихин был заместителем командира гвардейской танковой бригады. Участвовал в освобождении Лодзи, форсировании Одера, взятии пригорода Берлина Шпандау. Конец войны встретил в Германии. 11 мая 1945 года участвовал в перехвате немецкой колонны, пытавшейся уйти на запад. После окончания войны продолжил службу в Советской Армии. В 1961 году вышел в отставку. Проживал в городе Дзержинске Горьковской (ныне — Нижегородской) области, работал заместителем начальника производственного объединения грузового автотранспорта города. Умер 17 декабря 1991 года, похоронен на дзержинском городском кладбище.
Был также награждён четырьмя орденами Красного Знамени, орденами Отечественной войны 1-й и 2-й степеней, орденом Красной Звезды, а также рядом медалей.